# Smilovice (district de Rakovník)
Pour les articles homonymes, voir Smilovice.
Smilovice (en allemand : Smilowitz) est une commune du district de Rakovník, dans la région de Bohême-Centrale, en République tchèque. Sa population s'élevait à 76 habitants en 2020.

## Géographie
Smilovice se trouve à 12 km au sud de Louny, à 17 km au nord-nord-est de Rakovník et à 49 km au nord-ouest de Prague.
La commune est limitée par Kozojedy au nord et à l'est, par Pochvalov au sud et à l'ouest, et par Ročov au nord-ouest.

## Histoire
La première mention écrite de la localité remonte à 1197.

## Transports
Par la route, Smilovice se trouve à 16 km de Louny, à 22 km de Rakovník et à 59 km du centre de Prague.